# 松平昌久
松平 昌久 （まつだいら しょうきゅう）は、戦国時代の三河国の武将。大草松平家の4代目当主。
『参州本間氏覚書』によれば昌久は法号であり、実名は忠親。また江戸時代中期成立の系図集『諸家系図纂』は親光とする。

## 略歴
大草松平家は元々岡崎城を領していたが、父・信貞の代に松平清康に敗れて岡崎を引き渡し、以後従属したという。永禄3年（1560年）清康・広忠・元康（家康）の三代に仕えた孫または甥の正親が桶狭間の戦いで48歳で戦死している。
永禄6年（1563年）三河一向一揆が起きると反家康方に加わって吉良義昭の東条城に籠城した。ただし大草松平氏は西山浄土宗を宗旨としているため反家康の旗幟は信仰的要因ではなく、一向一揆に直接加わった様子はない。翌永禄7年（1564年）2月に東条城が落ちると、昌久は行方を晦ませたという。

## 関連作品
- NHK大河ドラマ『どうする家康』（2023年、演：角田晃広）[13]